# موتور وانکل

چرخهٔ کار موتور وانکل. با هر دور گردش نقطه A نقطه B سه دور گردش می‌کند.

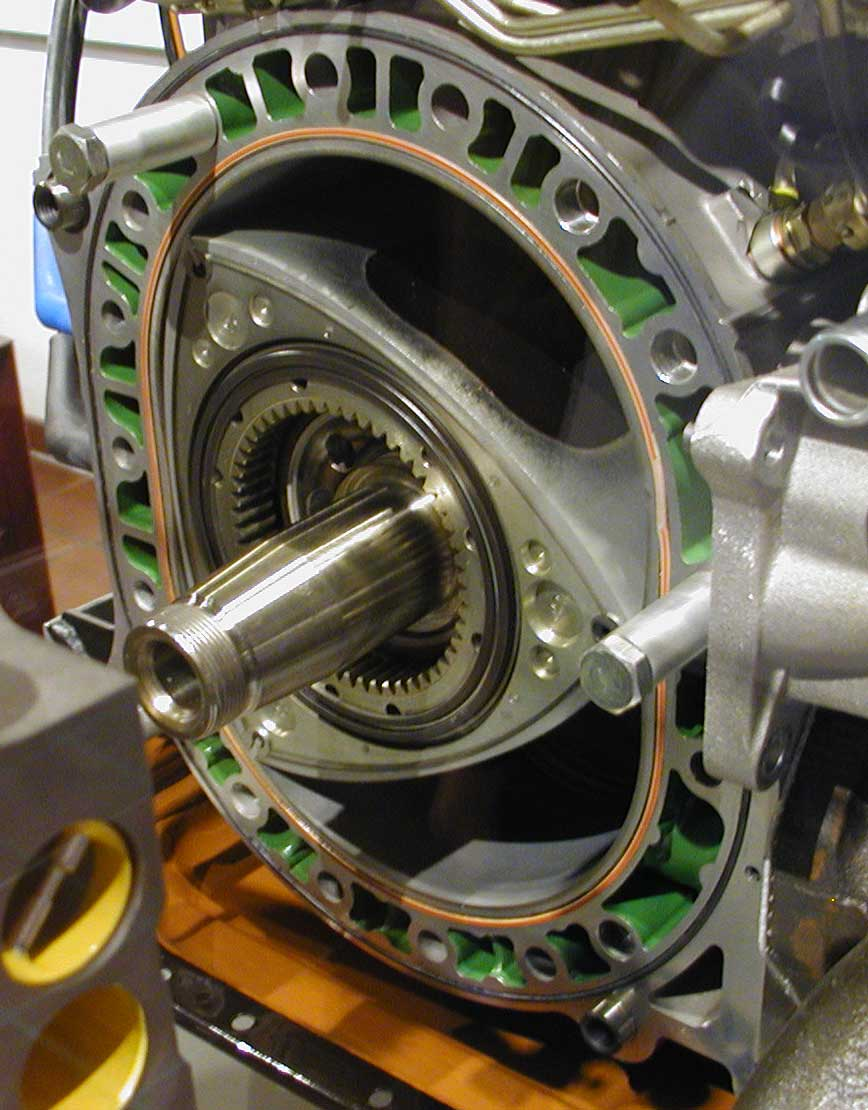
یک موتور وانکل در موزه‌ای در شهر مونیخ آلمان

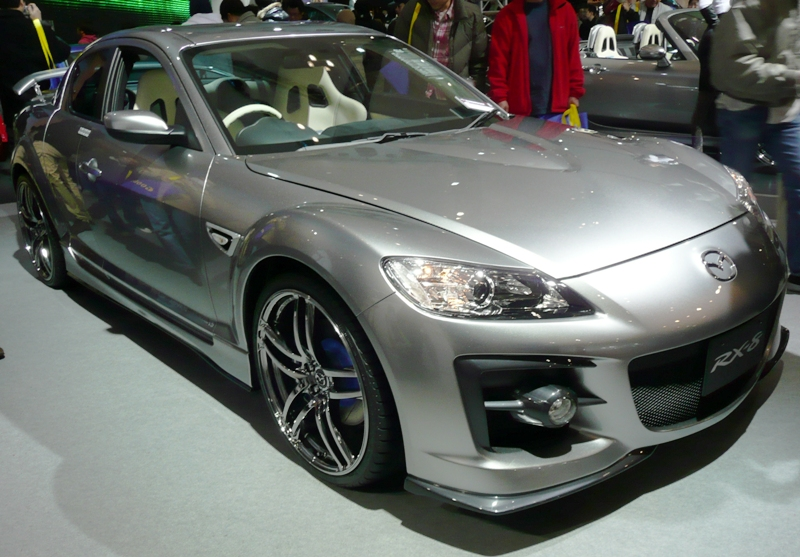
مزدا آرایکس-۸، یک خودرو اسپرت با موتور وانکل

موتور دورانی وانکل (یا موتور دوار که به‌خاطر مخترع آن فلیکس وانکل موتور وانکل نامیده می‌شود) برای نخستین بار توسط مهندس آلمانی به نام فلیکس وانکل (Felix Wankel) طراحی و ساخته شد.
فلیکس وانکل، مخترع موتورهای دوار که به موتورهای وانکل معروف هستند، متولد 13 آگوست 1902 در آلمان است.
بنابر گزارش‌ها، وانکل هنگامی که تنها 17 سال داشت، ایده خود را برای گونه جدیدی از موتور بنزینی درون‌سوز ارائه داد. یک خودروساز را در دهه 1950 میلادی در حال کار بر روی یک مدل موتور تجربی در نظر بگیرید. آن هم در شرایطی که یک آلمانی با نام فلیکس (Felix) وارد دفتر می‌شود و می‌خواهد ایده یک پیستون سه‌نقطه‌ای را که درون یک محفظه بیضوی می‌چرخد، به شما بفروشد. چیزی بیشتر شبیه به یک توپ فوتبال است که درون یک ماشین لباسشویی افتاده است؛ ولی در کمال تعجب، نه‌تنها به کار می‌افتد، بلکه تعادل خارق‌العاده‌ای نیز دارد
```
در سال 1924، وانکل آزمایشگاه کوچکی را تاسیس کرد و در آنجا 
تحقیق و توسعه
 موتور رویایی خود را آغاز کرد. این موتور می توانست به صورت کاملاً متفاوت از موتورهای رفت و برگشتی، هنگام چرخش به مکش، تراکم، احتراق و تخلیه برسد. او کار خود را با موسسه تحقیقات هوایی آلمان در طول 
جنگ جهانی دوم
 آغاز کرد. سپس در سال 1951 به یک شرکت پیشرو در ساخت خودرو و موتورسیکلت، NSU Motorenwerk AG،  پیوست.
```

وانکل نخستین طراحی رسمی خود را از موتور دوار در سال 1954 انجام داد. نخستین نسخه موتور DKM 57 نام داشت و 21 اسب بخار قدرت تولید می کرد. این موتور در سال 1957 آزمایش شد.
وانکل نوعی موتور درون‌سوز است که به جای حرکت رفت و برگشتی پیستونها، از یک طراحی دوار با دایره‌ای بیرون از مرکز برای تبدیل فشار به نیروی چرخشی استفاده می‌کند. اجزای اصلی آن روتور، محفظه روتور، محور خروجی، شمع جرقه زنی، قطعات آبندی می‌باشد. در موتور وانکل مانند موتورهای بنزینی چهار زمانه مخلوط هوا و بنزین وارد محفظهٔ بزرگی از موتور می‌شود سپس با کم شدن حجم آن مخلوط هوا و بنزین تحت فشار قرار گرفته و با ایجاد جرقه به وسیلهٔ شمع انفجار حاصل می‌شود، مولکول‌های گاز دراثر احتراق منبسط می‌گردند و فشار محفظهٔ تراکم به شدّت بالا می‌رود و نیروی حاصل از آن به روتور اعمال شده و به علّت اختلاف مرکز دوران بین روتور و میل لنگ نیروی چرخشی در روتور ایجاد می‌گردد. این نیروی چرخشی به بادامک محور لنگ که در داخل روتور قرار دارد، وارد شده و به فلایویل و سیستم انتقال قدرت می‌رسد.
موتور دورانی وانکل علی‌رغم اینکه بازدهی خوبی دارد به دلیل تحمل درجه حرارت بسیار متفاوت بین ۳ کانال که ناشی از طراحی خاص آن است نیازمند تعمیر و نگاه‌داری بالاتری بوده که به همین سبب تا کنون نمونه‌های بسیاری از آن ساخته نشده‌است. تلاش‌ها برای مقابله با این دشواری‌ها و تکامل آن در چندین زمینه ادامه دارد.

## روتور
روتور قطعه مثلثی شکلی است که دارای سه صفحه محدب است که هر یک در حکم یک پیستون عمل می‌کند. درهر یک از صفحه‌های روتور فرورفتگی وجود دارد که حجم موتور را افزایش می‌دهد تا مخلوط بنزین و هوای بیشتری راهی موتور شود. در انتهای هر صفحه تیغه ایی فلزی برای آب‌بندی بیرون و محفظهٔ احتراق وجود دارد. همچنین حلقه‌هایی فولادی برای آب‌بندی کنارهٔ محفظهٔ احتراق و بیرون کار گذاشته شده‌است. روتور دارای مجموعه‌ای از چرخدنده چیده شده در وسط پهلو است. دندانه‌های این چرخدنده با دندانه‌های چرخ دنده ایی چفت می‌شود که به بدنه بسته شده‌است. این چفت شدگی چرخ دنده‌ها مسیر و جهت حرکت روتور را در محفظه تعیین می‌کند.

## محفظه
محفظه تقریباً دارای شکلی تخم مرغی است. محفظه احتراق طوری طراحی شده‌است که سه لبهٔ روتور همیشه با دیوارهٔ محفظه در تماس (آب‌بندی) باشد تا سه محفظهٔ جدا برای مخلوط سوخت ایجاد کند. در هر یک از سه محفظهٔ ایجاد شده در موتور وانکل یکی از اعمال زیر اتفاق می‌افتد. این اعمال عبارت اند از:
- مکش intake
- تراکم compression
- احتراق combustion
- تخلیه exhaust

مجاری ورود مخلوط سوخت و هوا و خروج دود روی محفظه قرار دارد. توجه کنید که هیچ شیر یا دریچه ای سر راه مجاری قرار ندارد و مجاری سوخت مستقیماً به گلویی کنترل بنزین و مجاری تخلیه مستقیماً به بخش اگزوز متصل هستند و این در حالی است که در موتورهای پیستونی مجاری توسط سوپاپ کنترل می‌شود.

## محور خروجی
میلهٔ خروجی یا میل لنگ Output Shaft دارای برآمدگی‌های گردی است که روی میله سوار شده‌است؛ و نسبت به مرکز میله جابجا شده‌است. هر روتور بر روی یکی از برآمدگی‌ها نصب می‌شود. برآمدگی‌ها در میلهٔ خروجی در حکم میل لنگ در موتور پیستونی است. زمانی که روتور در محفظه حرکت می‌کنند به برآمدگی‌ها (lobes) فشار وارد می‌کند و این فشار وارده بر برآمدگی‌ها تولید گشتاور در میله می‌کند که در نهایت چرخش به وجود می‌آید.

## مونتاژ موتور وانکل
انواع طرحهای ارائه شده برای موتور وانکل
محفظه عملیات در طرحهای گوناگون ساخته شده‌است؛ ولی بهترین طرح نوع اپی ترو کوئیدی است که شبیه دو استوانه متداخل می‌باشد..